# Байрон Річі
Байрон Річі (англ. Byron Ritchie; 24 квітня 1977, Бернабі, провінція Британська Колумбія) — канадський хокеїст, нападник.

## Кар'єра
Байрон Річі почав свою кар'єру хокеїста в клубі «Летбридж Гаррікейнс», виступав за цей клуб з 1993 по 1997 (Західна хокейна ліга), в сезоні 1996/97 років виграв Кубок президента. У Драфті НХЛ 1995 року обраний у сьомому раунді під 165-й номером клубом Гартфорд Вейлерс, за який до слова ніколи не виступав. Після їх переїзду в 1997 році, Байрон дебютував у Національній хокейній лізі в складі Кароліна Гаррікейнс у сезоні 1998/99 років, провів три матчі. Решту перших двох років він провів у фарм-клубі «Біст оф Нью-Гейвен» (Американська хокейна ліга). З 1999 по 2001 роки Річі виступав в «Цинциннаті Циклонес» (International Hockey League).

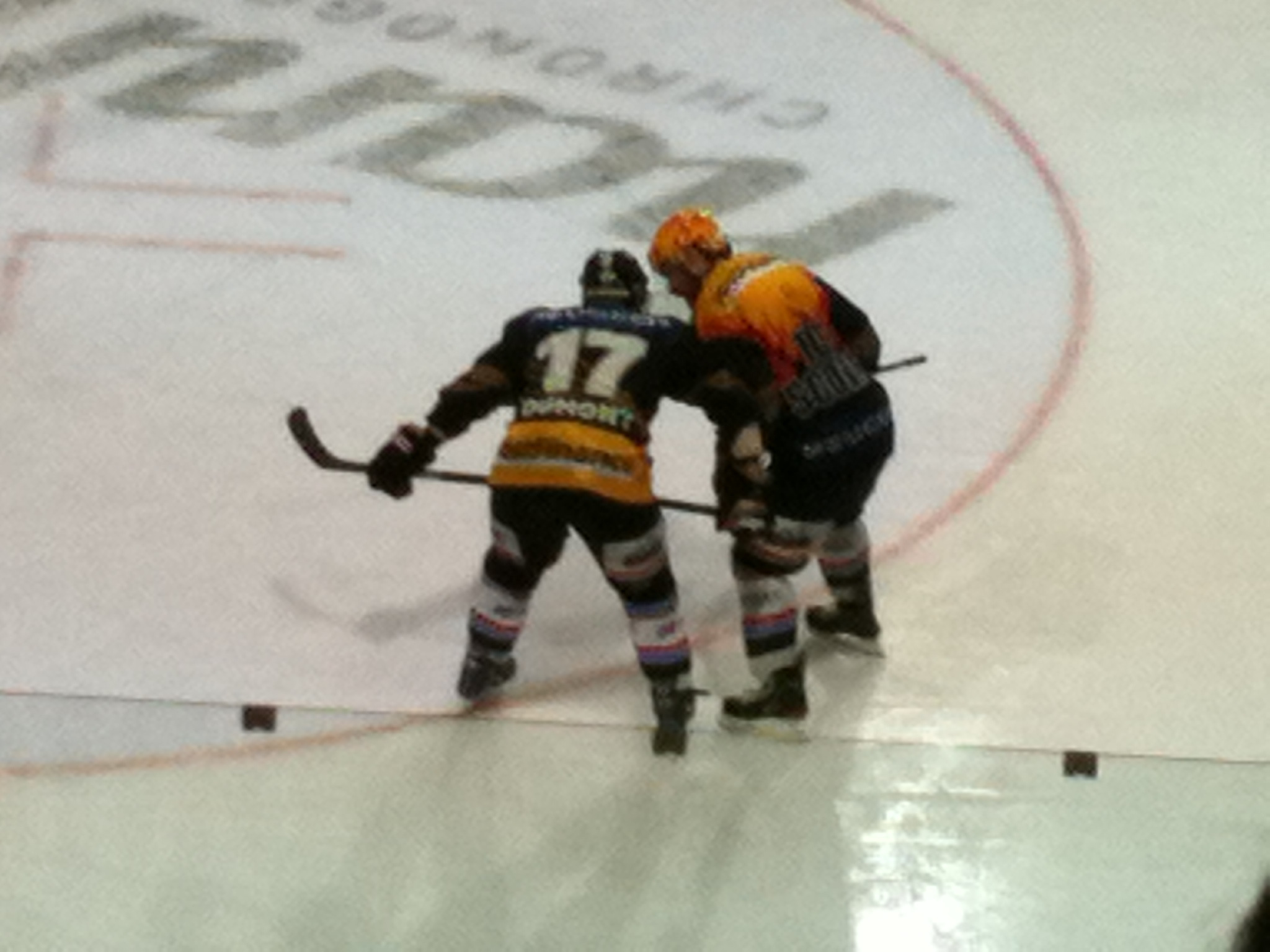
Байрон Річі в формі (СК «Берн»)

Сезон 2001/02, Байрон почав знову в «Кароліні», але в основному грав у клубі «Лоуелл-Лок Монстерс» (АХЛ). 16 січня 2002 року, його разом з Сандісом Озоліньшом обмінюють на Брета Хедікена, Кевіна Адамса та Томаша Малеца до Флорида Пантерс. В складі «пантер» він грає наступні два з половиною роки (загалом провів 61 матч). В сезоні 2002/03 років зіграв 29 матчів за команду АХЛ Сан-Антоніо Ремпедж. 2 липня 2004 року, як вільний агент, укладає контракт з Калгарі Флеймс.
Через локаут в НХЛ у сезоні 2004/05 років, Байрон переїздить до Європи, де виступає за клуб шведської ХокейОлсвенскан «Регле» БК. З 2005 по 2007, канадець провів більше 100 матчів за «Калгарі Флеймс» в НХЛ. Сезон 2007/08 виступає у складі Ванкувер Канакс. З сезону 2008/09, знову їде до Європи, грає у клубі «Серветт-Женева» (Національна ліга А). Потім прийняв пропозицію від ХК «Динамо» (Мінськ) (Континентальна хокейна ліга), провів там лише один сезон, і переїхав до Швеції, де підписав угоду з клубом МОДО.
У квітні 2011 року Річі підписав дворічний контракт з клубом СК «Берн».

## Нагороди та досягнення
- 1996 Західна хокейна ліга, у складі другої команди усіх зірок.
- 1997 Володар Кубка Президента, у складі «Летбридж Гаррікейнс».
- 1997 Західна хокейна ліга, у складі другої команди усіх зірок.
- 1997 Меморіальний кубок, у складі другої команди усіх зірок.
- 2012 Володар Кубка Шпенглера у складі збірної Канади.
- 2013 Чемпіон Швейцарії у складі СК «Берн».